# Кати-Бри
Кати-Бри (на английски: Cattie-Brie) е фантастична героиня от Света на Забравените Кралства (Forgotten Realms) и спътница на мрачния елф Дризт До`Урден. Тя е творение на писателя Робърт А. Салваторе.
 Внимание:  Текстът по-долу разкрива сюжета на произведението (или части от него)!
Въпреки че е човек, като малка тя бива осиновена от джуджето Бруенор Боен Чук и прекарва голяма част от живота си в подземните галерии на джуджешкия клан. Оттам наследява и характерните за ниската раса упоритост и инат. Кати-Бри е първият човек, който приема мрачния елф Дризт До'Урден за приятел и между тях се заражда крепка любовна връзка, която достига своя връх в Двата Меча(The Two Swords), когато те най-сетне стават любовници.
Кати-Бри е била държана като заложница на убиеца Артемис Ентрери, докато той преследва полуръста Риджис.
След намирането на Митрил Хол, Кати-Бри получава Таулмарил- Изпитващият Сърцата, Дар от Анариел, Сестра на Фаерун, разрушител на Залата на Думатион. Тя също така, в продължение на няколко години, носи меча със собствено съзнание Казид'еа, познат и като Посичащият. Това е мечът, който Дризт е взел от тялото на Дантраг Баенре, но предпочитайки ятаганите, го дава на спътницата си. По-късно мечът е откраднат от омаяната Дели Кърти, която бива повалена от орки. Дризт открива меча, но го изгубва в битка с оркски крал. Казид'еа попада отново в ръцете на мрачен елф, но този път на изгнаникът Тос'ун Дел'Армго, който е бил в съюз с орките.
Майката на Кати-Бри умира по време на раждането и с баща си заминават от Мирабар и се местят в Термалин- един от Десетте Града. През следващите три години животът им върви добре, но тогава гоблин поставя край на живота на бащата. В интерес на истината, цял Термалин би могъл да падне под гоблинското нападение, ако не бяха джуджетата от клана Боен Чук, които се втурнали към града и изтласкали гоблините обратно. Самият Бруенор спасил живота на сирачето и щом битката приключила, осиновил момичето. Кати-Бри няма спомени от времето преди Бруенор да я приеме като дъщеря, но все пак детствтото ѝ, прекарано с джуджетата, е било много приятно.
През петте години, когато Улфгар служил на Бруенор, Кати-Бри му помагала да разчупи стереотипа на варварин, под който бил отгледан и да изведе на преден план състраданието и интелекта му. Връзката между двамата ставала все по-здрава по време на приключенията им с Бруенор, Риджис и Дризт. Те решават да се оженят, но тогава се случва нещастие- мрачни елфи, търсещи смъртта на Дризт, атакуват Митрил Хол и Уолфгар пада затрупан под развалините на една от битките.
За известно време Кати-Бри оплакваа загубата на обичания си, но постепенно тя се влюбва в Дризт. Когато Уолфгар се завръща от смъртта, чувствата на момичето се объркват много. В крайна сметка, варваринът бяга от приятелите си и започва да търси собствен път и преживява цветущата връзка между тъмния елф и Кати-Бри, като я приема напълно в Двата Меча(The Two Swords)- третата книга от трилогията Остриетата на Ловеца(The Hunters Blades trilogy).
Кати-Бри е много красиво момиче, с кестенява дълга коса и сини очи. Тя е мила, толерантна и прагматична. Още повече- тя самата се е превърнала в морален компас на Дризт и Уолфгар, тласкайки ги към правилните действия чрез своя здрав разум и ясен поглед над нещата.
В битка, Кати-Бри обикновено помага на приятелите си със своя лък Таулмарил и безкрайния си набор от стрели. Въпреки това, когато се наложи да влезе в близък бой с Казид'еа, тя не му мисли два пъти и е винаги готова и уверена, че доминира над волята на меча си.